# 수단의 재외공관 목록

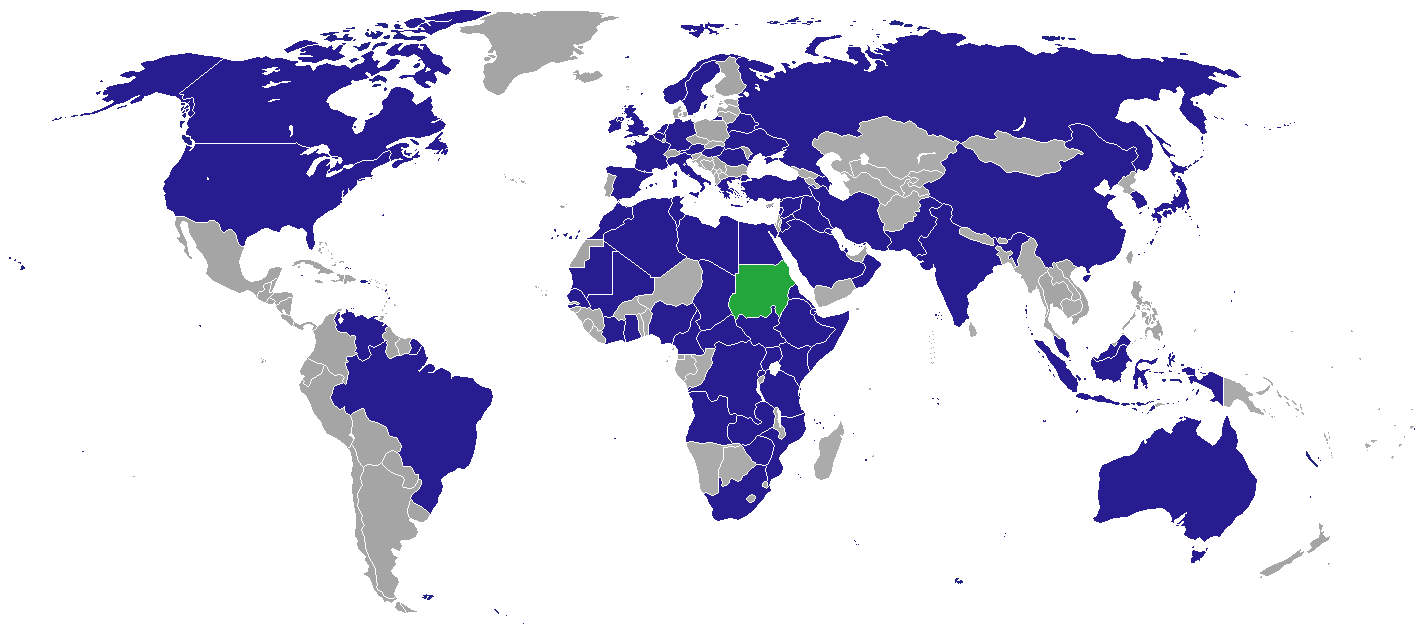
수단의 재외공관

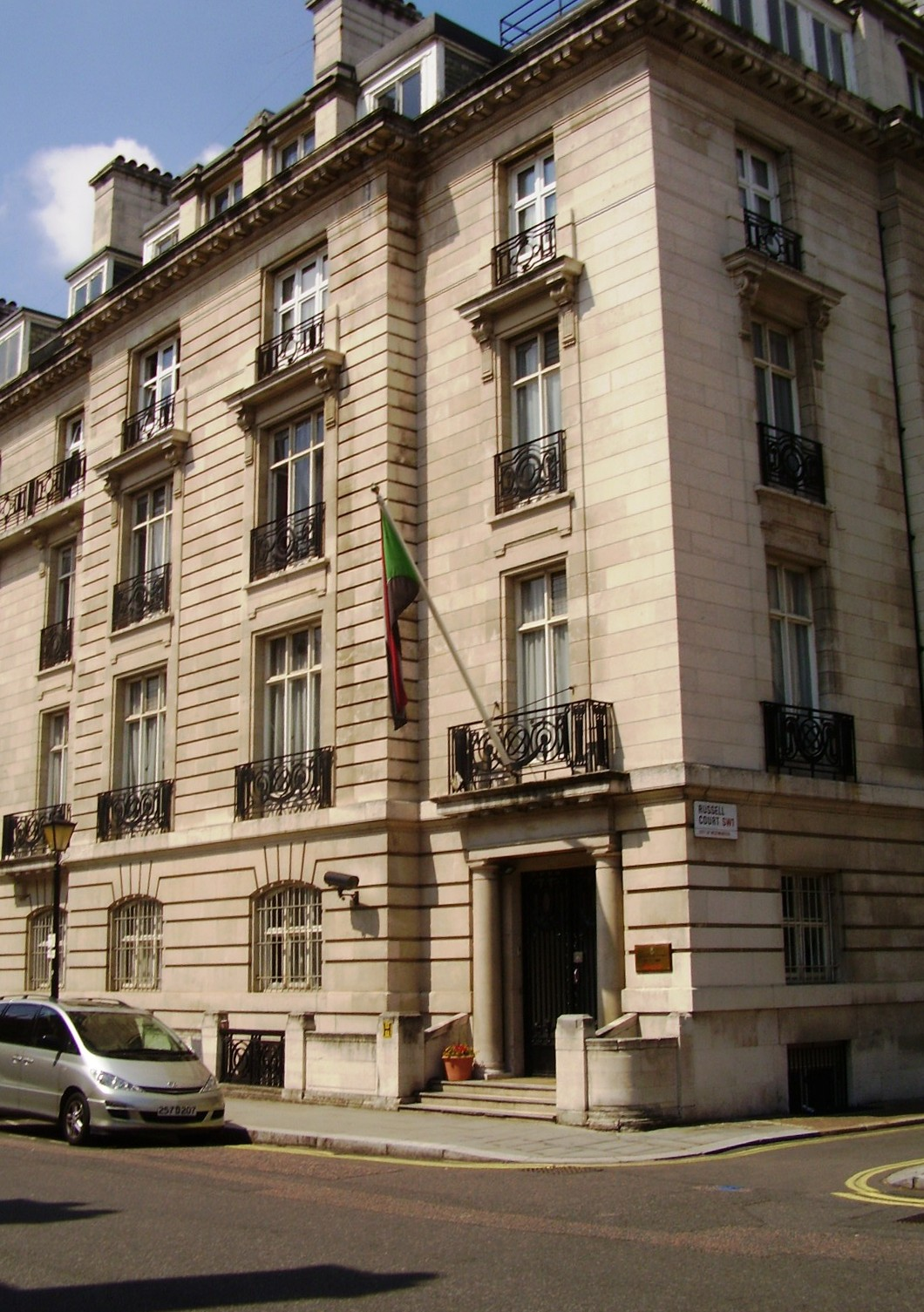
런던 주재 수단 대사관

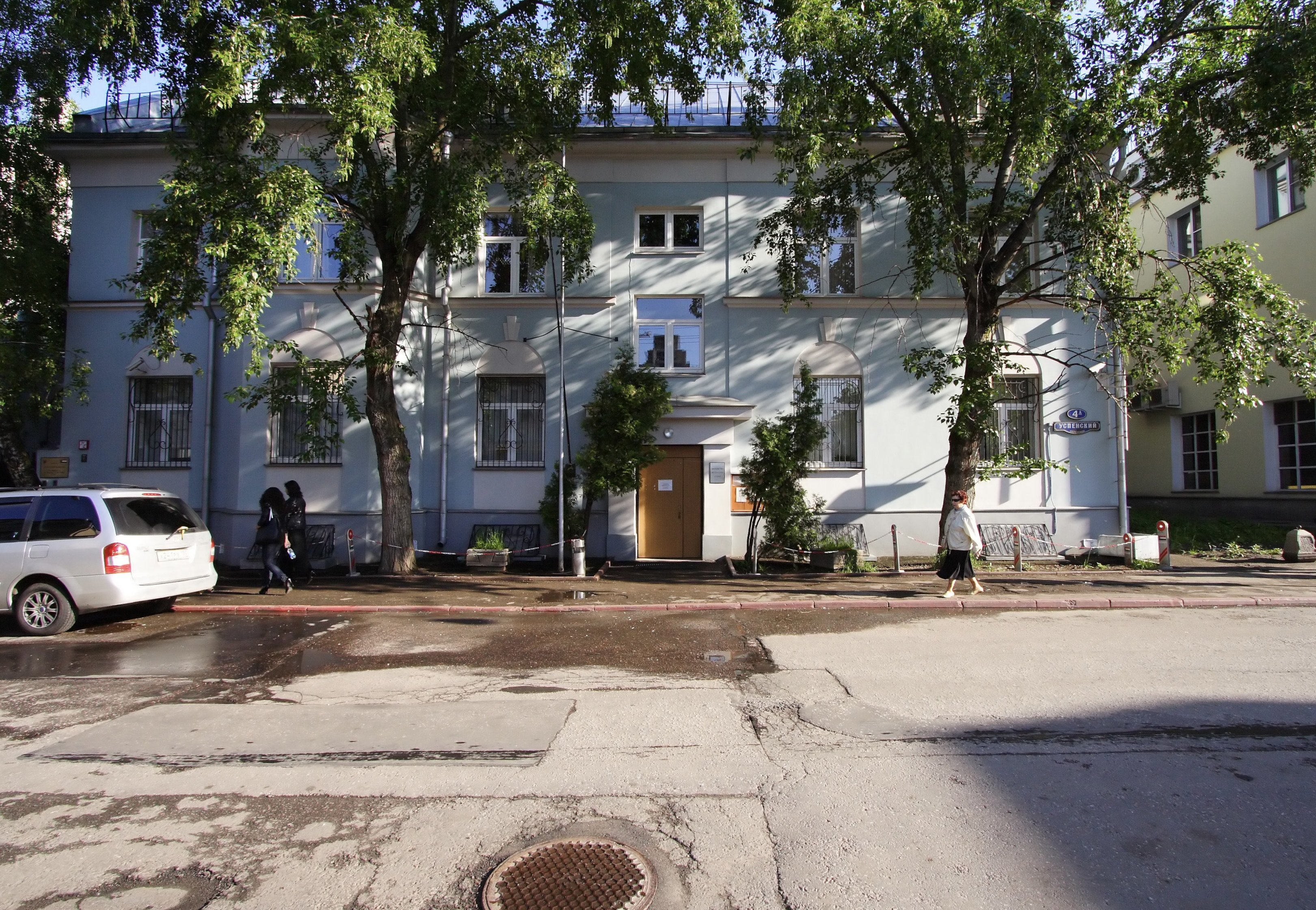
모스크바 주재 수단 대사관

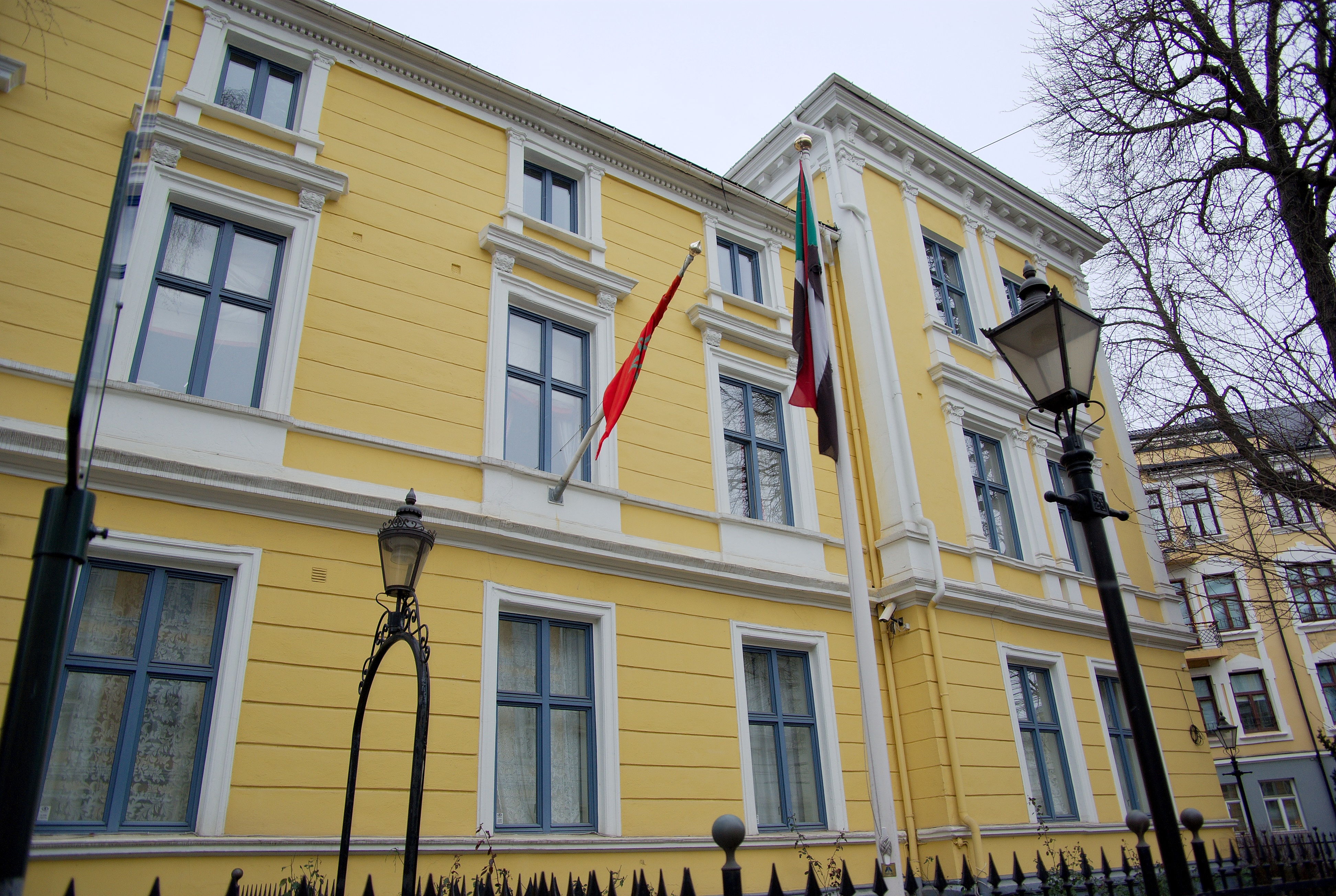
오슬로 주재 수단 대사관

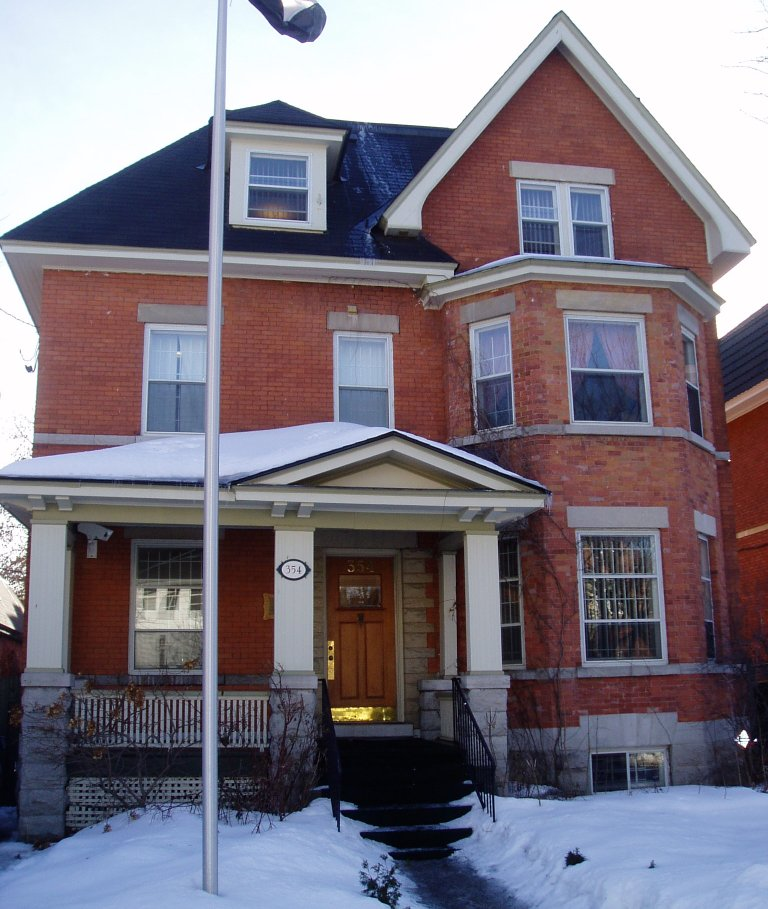
오타와 주재 수단 대사관

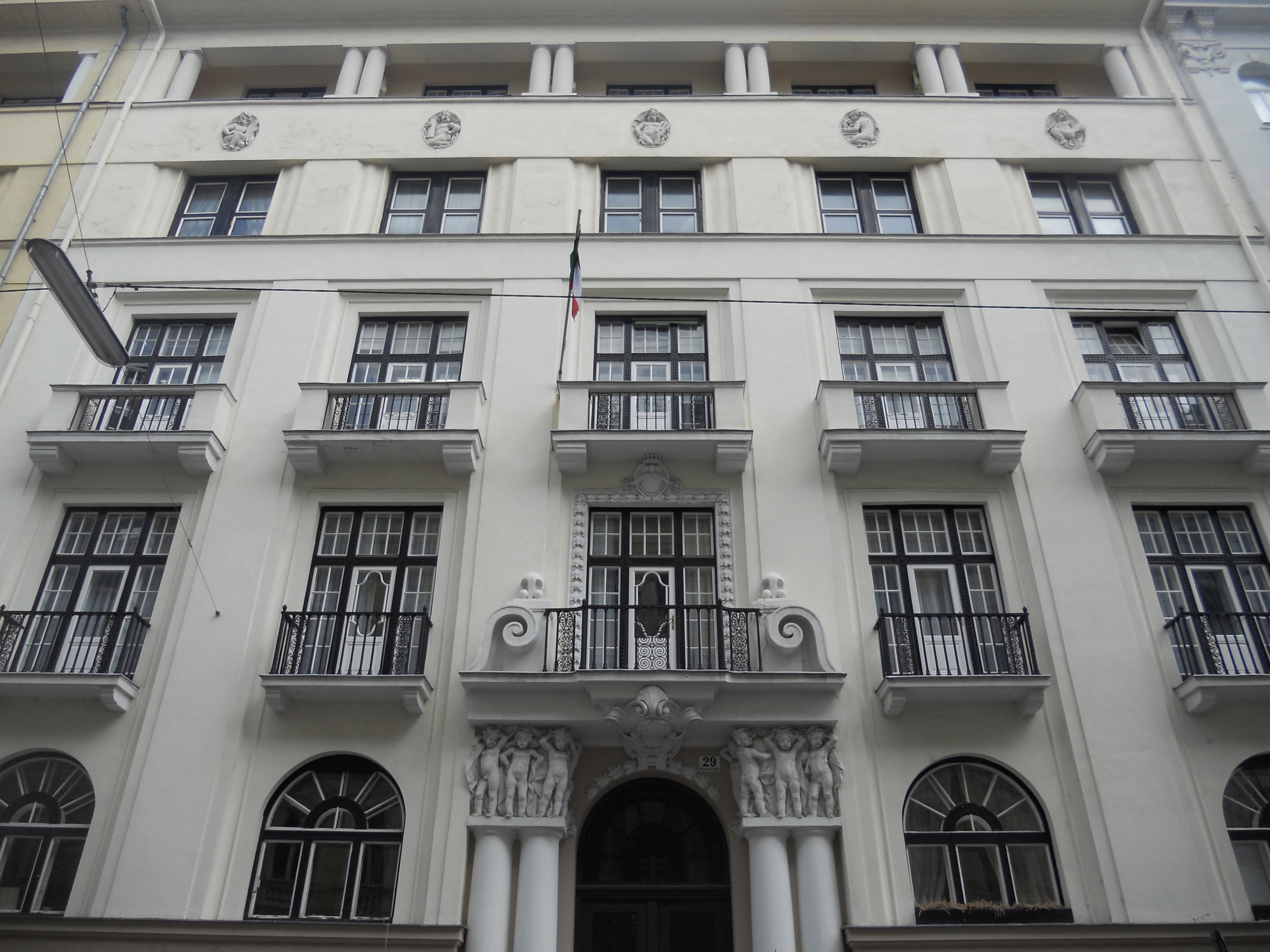
빈 주재 수단 대사관

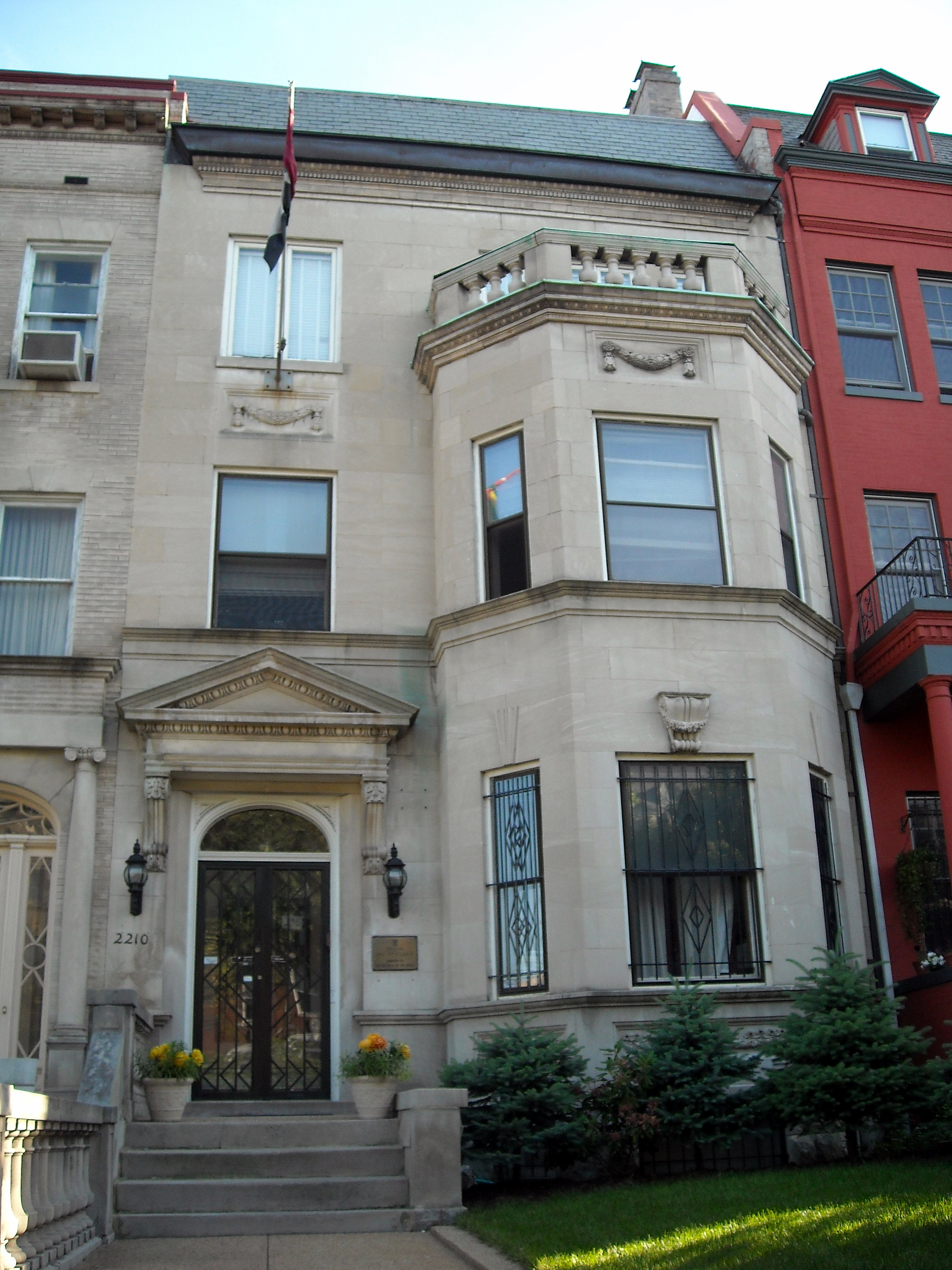
워싱턴 D.C. 주재 수단 대사관

수단의 재외공관 목록은 수단 주재 대사관을 각국에 상주시켜 놓는 것을 의미하며 수단의 재외공관을 나열한 목록이다.

## 아프리카
- 알제리 : 알제 (대사관)
- 중앙아프리카 공화국 : 방기 (대사관)
- 차드 : 은자메나 (대사관)
- 콩고 민주 공화국 : 킨샤사 (대사관)
- 지부티 : 지부티 시 (대사관)
- 이집트 : 카이로 (대사관), 아스완 (총영사관)
- 에리트레아 : 아스마라 (대사관)
- 에티오피아 : 아디스아바바 (대사관)
- 가나 : 아크라 (대사관)
- 케냐 : 나이로비 (대사관)
- 리비아 : 트리폴리 (대사관), 쿠프라 (총영사관)
- 모리타니 : 누악쇼트 (대사관)
- 모로코 : 라바트 (대사관)
- 나이지리아 : 라고스 (대사관)
- 르완다 : 키갈리 (대사관)
- 세네갈 : 다카르 (대사관)
- 소말리아 : 모가디슈 (대사관)
- 남아프리카 공화국 : 프리토리아 (대사관)
- 남수단 : 주바 (대사관)
- 탄자니아 : 다르에스살람 (대사관)
- 튀니지 : 튀니스 (대사관)
- 우간다 : 캄팔라 (대사관), 굴루 (총영사관)
- 잠비아 : 루사카 (대사관)
- 짐바브웨 : 하라레 (대사관)

## 아메리카
- 브라질 : 브라질리아 (대사관)
- 캐나다 : 오타와 (대사관)
- 미국 : 워싱턴 D.C. (대사관), 뉴욕 (총영사관)
- 베네수엘라 : 카라카스 (대사관)

## 아시아
- 아제르바이잔 : 바쿠 (대사관)
- 바레인 : 마나마 (대사관)
- 중화인민공화국 : 베이징시 (대사관)
- 인도 : 뉴델리 (대사관)
- 인도네시아 : 자카르타 (대사관)
- 이란 : 테헤란 (대사관)
- 이라크 : 바그다드 (대사관)
- 일본 : 도쿄도 (대사관)
- 요르단 : 암만 (대사관)
- 대한민국 : 서울특별시 (대사관)
- 쿠웨이트 : 쿠웨이트시티 (대사관)
- 레바논 : 베이루트 (대사관)
- 말레이시아 : 쿠알라룸푸르 (대사관)
- 오만 : 무스카트 (대사관)
- 파키스탄 : 이슬라마바드 (대사관)
- 카타르 : 도하 (대사관)
- 사우디아라비아 : 리야드 (대사관), 지다 (총영사관)
- 시리아 : 다마스쿠스 (대사관)
- 태국 : 방콕 (대사관)
- 튀르키예 : 앙카라 (대사관), 이스탄불 (총영사관)
- 아랍에미리트 : 아부다비 (대사관), 두바이 (총영사관)
- 베트남 : 하노이 (대사관)
- 예멘 : 사나 (대사관)

## 유럽
- 오스트리아 : 빈 (대사관)
- 벨기에 : 브뤼셀 (대사관)
- 불가리아 : 소피아 (대사관)
- 프랑스 : 파리 (대사관)
- 독일 : 베를린 (대사관)
- 그리스 : 아테네 (대사관)
- 이탈리아 : 로마 (대사관)
- 네덜란드 : 헤이그 (대사관)
- 노르웨이 : 오슬로 (대사관)
- 루마니아 : 부쿠레슈티 (대사관)
- 러시아 : 모스크바 (대사관)
- 스페인 : 마드리드 (대사관)
- 스웨덴 : 스톡홀름 (대사관)
- 영국 : 런던 (대사관)

## 대표부
- EU 수단 정부 대표부 : 브뤼셀
- UN 수단 정부 대표부 : 뉴욕, 빈, 제네바, 나이로비
- UNESCO 수단 정부 대표부 : 파리
- 아프리카 연합 수단 정부 대표부 : 아디스아바바